# Mona Rüster
Mona Rüster, född 10 augusti 1901, död 13 januari 1976, var en tysk bordtennisspelare och världsmästare i dubbel och lag. 
Hon spelade sitt första VM 1929 och 1934, 6 år senare sitt 5:e och sista. 
Under sin karriär tog hon 4 medaljer i bordtennis-VM, 2 guld, 1 silver och 1 brons.

## Karriär
Mona Rüster deltog för första gången i ett VM 1929 i Budapest. Där tog hon tillsammans med Erika Metzger guld i dubbeln.  
Mona gifte sig 1931 och kallade sig sedan "Müller-Rüster".
Vid VM 1931 tog hon sig till final i singel där hon sedan förlorade mot Mária Mednyánszky precis som Erika Metzger gjorde tre år tidigare .
1934 i Paris som kom att bli hennes sista VM är hon med och tar guld med det tyska laget. 
Hon toppade rankingen i Tyskland både 1931 och 1932.
1938 gifte hon sig igen och kallade sig sedan Mona Mueck.

## Meriter
- - 1929 i Budapest
    - 1:a plats dubbel (med Erika Metzger)

  - 1930 i Berlin
    - kvartsfinal singel
    - kvartsfinal dubbel
    - kvartsfinal mixed dubbel

  - 1931 i Budapest
    - 2:a plats singel
    - 3:e plats dubbel (med Marie Smidová-Masaková)
    - kvartsfinal mixed dubbel

  - 1932 i Prag
    - kvartsfinal singel
    - kvartsfinal dubbel

  - 1934 i Paris
    - kvartsfinal dubbel
    - 1:a plats med det tyska laget

- Internationella Tyska Mästerskapen 
  - 1927 i Berlin - 1:a plats mixed dubbel (med László Bellák)
  - 1929 i Berlin - 4:e plats singel
  - 1930 i Hannover - 3:e plats singel
  - 1931 i Stettin - 2:a plats singel, 2:a plats mixed dubbel (med László Bellák)
  - 1933 i Berlin - 4:e plats singel

- Tyska Mästerskapen 
  - 1932 i Dresden - 2:a plats singel

- Tyska Lagmästerskapen 
  - 1937 i Frankfurt/Main - 1:a plats BSG Osram Berlin
  - 1938 i Berlin - 1:a plats BSG Osram Berlin
  - 1939 - 2:a plats BSG Osram Berlin